# 新元史
『新元史』（しんげんし）は、中華民国成立後に、柯劭忞（『清史稿』編纂メンバーでもある）が編纂して1919年に成立した元朝一代の紀伝体歴史書。従来の『元史』の不備を補うものとされて、1921年に当時の中華民国大総統・徐世昌によって正史に加えられて、従来の二十四史を「二十五史」と改めた。

## 編纂の経緯・後世の評価
明の建国後に執筆された『元史』は、モンゴル色を中国から一刻も早く一掃したいという初代皇帝洪武帝の思惑によって、実質編纂期間が数カ月と限られるなど杜撰極まりないものであり、洪武帝の死後には早くも改訂論が現れる始末であった。このため、何度も改訂の試みが行われて清の邵遠平の『元史類編』や銭大昕の『元史氏族表』、洪鈞の『元史訳文証補』、屠寄の『蒙兀児史記』などが執筆された。だが、次第に元王朝自体が広大なモンゴル帝国の一部であり、モンゴルやイスラム世界などの史料の理解が無い限りは正確な元朝の歴史書が編纂出来ない事が明らかになってきた。
『新元史』はこうした事情に配慮してこれまでの先人の著作に加え、『元朝秘史』やラシードゥッディーンの『集史』なども参照して、『元史』を改訂する形で編纂された。
だが、この『新元史』に対しても『元史』よりは少しましになっただけであるとの批判が寄せられた。細部の誤りや不備が指摘されただけでなく、従来の『元史』を改訂・増補した部分の根拠が明らかでなく、原資料からの誤った引き写しも多いと非難された。このため、1930年には重訂が行われたものが刊行され、柯劭忞自身も『新元史考証』（58巻）を著してその根拠について解説した（ただし、なお一部に十分に説明されていない部分があると指摘されている）。

## 構成
- 本紀、26巻
- 表、7巻
- 志、70巻
- 列伝、154巻

## 内容

### 本紀
| 巻目 | 巻題     | 節目                                                |
| ---- | -------- | --------------------------------------------------- |
| 巻1  | 本紀第1  | 序紀                                                |
| 巻2  | 本紀第2  | 太祖上                                              |
| 巻3  | 本紀第3  | 太祖下                                              |
| 巻4  | 本紀第4  | 太宗                                                |
| 巻5  | 本紀第5  | 定宗                                                |
| 巻6  | 本紀第6  | 憲宗                                                |
| 巻7  | 本紀第7  | 世祖1（中統元年（1260年） - 中統4年（1263年））     |
| 巻8  | 本紀第8  | 世祖2（至元元年（1264年） - 至元9年（1272年））     |
| 巻9  | 本紀第9  | 世祖3（至元10年（1273年） - 至元14年（1277年））    |
| 巻10 | 本紀第10 | 世祖4（至元15年（1278年） - 至元18年（1281年））    |
| 巻11 | 本紀第11 | 世祖5（至元19年（1282年） - 至元24年（1287年））    |
| 巻12 | 本紀第12 | 世祖6（至元25年（1288年） - 至元31年（1294年））    |
| 巻13 | 本紀第13 | 成宗上（元貞元年（1295年） - 大徳2年（1298年））    |
| 巻14 | 本紀第14 | 成宗下（大徳3年（1299年） - 大徳11年（1307年））    |
| 巻15 | 本紀第15 | 武宗                                                |
| 巻16 | 本紀第16 | 仁宗上（至大4年（1311年） - 皇慶2年（1313年））     |
| 巻17 | 本紀第17 | 仁宗下（延祐元年（1314年） - 延祐7年（1320年））    |
| 巻18 | 本紀第18 | 英宗                                                |
| 巻19 | 本紀第19 | 泰定帝                                              |
| 巻20 | 本紀第20 | 明宗                                                |
| 巻21 | 本紀第21 | 文宗上（天暦元年（1328年）） - 天暦2年（1329年））  |
| 巻22 | 本紀第22 | 文宗下（至順元年（1330年） - 至順3年（1332年））    |
| 巻23 | 本紀第23 | 恵宗1（元統元年（1333年） - 後至元5年（1339年））   |
| 巻24 | 本紀第24 | 恵宗2（至正元年（1341年） - 至正10年（1350年））    |
| 巻25 | 本紀第25 | 恵宗3（至正11年（1351年 - 至正18年（1358年））      |
| 巻26 | 本紀第26 | 恵宗4、昭宗（至正19年（1359年 - 宣光7年（1377年）） |

### 表
| 巻目 | 巻題  | 節目           |
| ---- | ----- | -------------- |
| 巻27 | 表第1 | 宗室世表       |
| 巻28 | 表第2 | 氏族表上       |
| 巻29 | 表第3 | 氏族表下       |
| 巻30 | 表第4 | 三公表         |
| 巻31 | 表第5 | 宰相年表       |
| 巻32 | 表第6 | 行省宰相年表上 |
| 巻33 | 表第7 | 行省宰相年表下 |

### 志
| 巻目  | 巻題   | 節目          |
| ----- | ------ | ------------- |
| 巻34  | 志第1  | 暦1           |
| 巻35  | 志第2  | 暦2           |
| 巻36  | 志第3  | 暦3           |
| 巻37  | 志第4  | 暦4           |
| 巻38  | 志第5  | 暦5           |
| 巻39  | 志第6  | 暦6           |
| 巻40  | 志第7  | 暦7           |
| 巻41  | 志第8  | 天文上        |
| 巻42  | 志第9  | 天文下        |
| 巻43  | 志第10 | 五行上        |
| 巻44  | 志第11 | 五行中        |
| 巻45  | 志第12 | 五行下        |
| 巻46  | 志第13 | 地理1         |
| 巻47  | 志第14 | 地理2         |
| 巻48  | 志第15 | 地理3         |
| 巻49  | 志第16 | 地理4         |
| 巻50  | 志第17 | 地理5         |
| 巻51  | 志第18 | 地理6         |
| 巻52  | 志第19 | 河渠1         |
| 巻53  | 志第20 | 河渠2         |
| 巻54  | 志第21 | 河渠3         |
| 巻55  | 志第22 | 百官1         |
| 巻56  | 志第23 | 百官2         |
| 巻57  | 志第24 | 百官3         |
| 巻58  | 志第25 | 百官4         |
| 巻59  | 志第26 | 百官5         |
| 巻60  | 志第27 | 百官6         |
| 巻61  | 志第28 | 百官7         |
| 巻62  | 志第29 | 百官8         |
| 巻63  | 志第30 | 百官9         |
| 巻64  | 志第31 | 選挙1         |
| 巻65  | 志第32 | 選挙2         |
| 巻66  | 志第33 | 選挙3         |
| 巻67  | 志第34 | 選挙4         |
| 巻68  | 志第35 | 食貨1         |
| 巻69  | 志第36 | 食貨2         |
| 巻70  | 志第37 | 食貨3         |
| 巻71  | 志第38 | 食貨4         |
| 巻72  | 志第39 | 食貨5         |
| 巻73  | 志第40 | 食貨6         |
| 巻74  | 志第41 | 食貨7         |
| 巻75  | 志第42 | 食貨8         |
| 巻76  | 志第43 | 食貨9         |
| 巻77  | 志第44 | 食貨10        |
| 巻78  | 志第45 | 食貨11        |
| 巻79  | 志第46 | 食貨12        |
| 巻80  | 志第47 | 食貨13        |
| 巻81  | 志第48 | 礼1           |
| 巻82  | 志第49 | 礼2           |
| 巻83  | 志第50 | 礼3           |
| 巻84  | 志第51 | 礼4           |
| 巻85  | 志第52 | 礼5           |
| 巻86  | 志第53 | 礼6           |
| 巻87  | 志第54 | 礼7           |
| 巻88  | 志第55 | 礼8           |
| 巻89  | 志第56 | 礼9           |
| 巻90  | 志第57 | 礼10          |
| 巻91  | 志第58 | 楽1           |
| 巻92  | 志第59 | 楽2           |
| 巻93  | 志第60 | 楽3           |
| 巻94  | 志第61 | 楽4           |
| 巻95  | 志第62 | 輿服1         |
| 巻96  | 志第63 | 輿服2         |
| 巻97  | 志第64 | 輿服3         |
| 巻98  | 志第65 | 兵1           |
| 巻99  | 志第66 | 兵2           |
| 巻100 | 志第67 | 兵3           |
| 巻101 | 志第68 | 兵4           |
| 巻102 | 志第69 | 刑法上 刑律上 |
| 巻103 | 志第70 | 刑法下 刑律下 |

### 列伝
| 巻目  | 巻題      | 節目 |
| ----- | --------- | --- |
| 巻104 | 列伝第1   | 后妃…烈祖宣懿皇后、太祖光献翼聖皇后（忽魯渾皇后以下附）、太祖忽蘭皇后（古児八速皇后以下附）、太祖也遂皇后（察合皇后以下附）、太祖也速干皇后（合答安皇后以下附）、太祖完顔皇后、太宗孛剌合真皇后（昂灰二皇后以下附）、太宗昭慈皇后、定宗欽淑皇后、拖雷妃顕懿荘聖皇后、憲宗貞節皇后（也速児皇后以下附）、世祖帖古倫皇后、世祖昭睿順聖皇后（喃必皇后以下附）、真金太子妃徽仁裕聖皇后、成宗貞慈静懿皇后、成宗卜魯罕皇后（忽帖泥皇后）、答剌麻八剌元妃昭献元聖皇后、武宗宣慈恵聖皇后（速哥失里皇后以下附）、武宗仁献章聖皇后、武宗文献昭聖皇后、武宗伯忽篤皇后、仁宗荘懿慈聖皇后（答里麻失里皇后）、英宗荘静懿聖皇后（牙八忽都魯皇后以下附）、甘麻剌元妃宣懿淑聖皇后、泰定帝八不罕皇后（亦憐真皇后以下附）、明宗八不沙皇后、明宗貞裕徽聖皇后（按出罕皇后以下附）、文宗不答失里皇后、寧宗答里忒迷失皇后、恵宗答納失里皇后、恵宗伯顔忽都皇后、恵宗完者忽都皇后（木納失里皇后以下附）、附諸公主 |
| 巻105 | 列伝第2   | 烈祖諸子…合撒児（也生哥、勢都児）、哈準（按只吉歹、哈丹）、帖木哥斡赤斤（塔察児、乃顔）、別克帖児、別勒古台（口温不花） |
| 巻106 | 列伝第3   | 太祖諸子一…朮赤（抜都、伯勒克、忙哥帖木児、脱脱、月思別、鄂爾達、昔班、土斡耳、托克帖木児） |
| 巻107 | 列伝第4   | 太祖諸子二…察合台（合剌旭烈兀、也速蒙哥、阿魯忽、博拉克、篤哇、也先不花、怯伯、篤来帖木児、貝達爾、不里、禿剌、阿剌忒納失里） |
| 巻108 | 列伝第5   | 太祖諸子三 拖雷上…旭烈兀、出伯、阿八哈、台古塔児 |
| 巻109 | 列伝第6   | 太祖諸子四 拖雷中…阿魯渾、蓋喀図、合賛、合児班答、不賽因 |
| 巻110 | 列伝第7   | 太祖諸子五 拖雷下…阿里不哥、薬木忽児、撥綽、牙忽都、末哥、闊列堅（也不干） |
| 巻111 | 列伝第8   | 太宗諸子…合失（海都、察八児）、闊端太子（只必帖木児、別帖木児、脱脱木児）、闊出太子（失烈門）、哈剌察児、滅里（阿魯灰帖木児）、合丹 |
| 巻112 | 列伝第9   | 定宗諸子・憲宗諸子…忽察（脳忽）、禾忽（禿魯）、班禿、阿速台、玉龍答失（撒里蛮、徹徹禿）、昔里吉（兀魯思不花、晃火帖木児） |
| 巻113 | 列伝第10  | 世祖諸子上…皇太子真金（甘麻剌、梁王松山、王禅、答剌麻八剌、魏王阿木哥） |
| 巻114 | 列伝第11  | 世祖諸子下…忙哥剌（阿難答）、那木罕、忽哥赤（也先帖木児、把匝瓦剌爾密）、愛牙赤、奥魯赤（鉄木児不花、老的、阿忒思納失里、搠思班、党兀班）、闊闊出、脱歓（老章、孛羅不花、大聖奴、寛徹不花、和尚、帖木児不花、蛮子）、忽都魯帖木児、成宗皇太子：徳寿、仁宗皇子：兀都思不花、泰定帝諸子：八的麻亦児間卜、小薛、允丹蔵卜、文宗諸子：皇太子阿剌忒納答剌、燕帖古思、太平訥 |
| 巻115 | 列伝第12  | 特薛禅、孛禿（鎖児哈、忽憐） |
| 巻116 | 列伝第13  | 阿剌兀思剔吉忽里（闊里吉思、朮忽難、朮安）、巴而朮阿而忒的斤亦都護（火赤哈児的斤、紐林的斤、帖木児補化、伯顔不花的斤） |
| 巻117 | 列伝第14  | 札木合（塔而忽台、脱黒脱阿） |
| 巻118 | 列伝第15  | 客烈亦：王罕（桑昆、札合敢不）、乃蛮：太陽罕（不月魯克、古出魯克、抄思、別的因） |
| 巻119 | 列伝第16  | 木華黎上（孛魯、塔思、覇突魯、安童、兀都帯、拝住） |
| 巻120 | 列伝第17  | 木華黎下（速渾罕、乃燕、碩徳、別里哥帖木児、相威、撒蛮、脱脱、朶児只、朶児直班、乃蛮台、帯孫、忽図魯、塔塔児台） |
| 巻121 | 列伝第18  | 博爾朮（玉昔帖木児、阿魯図、紐的該） 博爾忽（布而古児、月赤察児、塔剌海、𠇗頭、塔察児、密里察而、宋都台、伯里閣不花）、赤老温（察剌、脱帖穆児、月魯不花、阿剌罕、健都班） |
| 巻122 | 列伝第19  | 速不台（兀良合台、阿朮、卜憐吉歹、也速児） |
| 巻123 | 列伝第20  | 者勒蔑（也孫帖額）、忽必来、者別 |
| 巻124 | 列伝第21  | 朮赤台（怯台、哈答）、畏答児（博羅歓、伯都） |
| 巻125 | 列伝第22  | 答阿里台、蒙力克（脱欒、伯八児、闊闊出）、豁児赤兀孫、察合安不洼、納牙阿 |
| 巻126 | 列伝第23  | 忽都虎（曲出、闊闊出）、察罕（木華黎、塔出、亦力撒合、立智理威、韓嘉訥） |
| 巻127 | 列伝第24  | 耶律楚材（鋳、希亮、有尚） |
| 巻128 | 列伝第25  | 亦魯該（阿勒赤）、忽難、迭該（古出古児、木勒合勒忽、布拉忽児）、汪古児、者歹（朶豁勒忽）、哈剌察児、闊闊搠思（豁児豁孫、蒙古兀児、客帖、木格）、速亦客禿（種索、軽吉牙歹）、答亦児、阿児孩合撒児（八剌撦児必、八剌斡羅納児台）、掌吉、帖木児、蔑格禿、合答安（薛亦兀児）、也客捏兀隣、朶歹、晃答豁児（速客孩、晃孩）、合児忽答、別都温、赤歹、朶児伯多黒申、附朶羅阿歹等十又七人 |
| 巻129 | 列伝第26  | 乞失里黒（巴歹、塔里察）、抄兀児、哈散納、紹古児（忽都虎）、鉄邁赤（虎都鉄木禄、塔海）、拝延八都魯、紐児傑（布智児）、唵木海（忒木台児）、抄児、純只海（帖古迭児、大達里、咬住） |
| 巻130 | 列伝第27  | 闊闊不花、按札児（忙漢、拙赤哥）、肖乃台（抹兀答児、兀魯台、脱落合察児）、吾也而（抜不忽）、搠直腯魯華（撒吉思卜華、明安答児）、廼丹、忒木台（奥魯赤、脱桓不花） |
| 巻131 | 列伝第28  | 阿剌浅、阿剌瓦而思（不別、斡都蛮）、哈只哈心、昔思鈐部（愛魯、小鈐部）、趙阿哥潘（重喜）、塔本（阿里乞失鉄木児、迭里威失、鎖咬児哈的迷失）、曷思麦里 |
| 巻132 | 列伝第29  | 札剌亦児台豁児赤（塔出）、阿只乃（懐都）、塔孩抜都児（阿塔海）、速哥（忽蘭）、失魯孩、麦里、昔里吉思 |
| 巻133 | 列伝第30  | 鎮海、粘合重山（南合）、牙剌哇赤（馬思忽惕）、劉敏（王徳真）、楊惟中、孛魯歓（也先不花、答失蛮、按攤、阿栄、搠思監）、忙哥撒児（伯答沙） |
| 巻134 | 列伝第31  | 耶律留哥（薛闍、収国奴、古乃、善哥）、蒲鮮万奴、王珣（栄祖） |
| 巻135 | 列伝第32  | 耶律阿海（禿花、禿満答児、忙古帯）、移剌捏児（買奴）、石抹也先（査剌、庫禄満）、石抹明安（咸得卜）、石抹孛迭児、石抹海住（世昌）、耶律忒末（天祐） |
| 巻136 | 列伝第33  | 仳里伽帖木児（岳璘帖木児、都爾弥勢、哈剌普華、偰文質、偰列篪）、撒吉思（答理麻）、哈剌阿思蘭都大、塔塔統阿（玉笏迷失、力渾迷失）、哈剌亦哈北魯（阿隣帖木児、沙剌班、世傑班）、野里朮（鉄哥朮）、孟速思（阿失帖木児）、八丹（阿散、亦輦真）、昔班（斡羅思密） |
| 巻137 | 列伝第34  | 厳実（忠済、忠嗣、忠範、王玉汝、張晋亨、張好古、斉栄顕、岳存、王徳禄、信亨祚、畢叔賢、閻珍、孫慶、斉圭、圭子秉節） |
| 巻138 | 列伝第35  | 史秉直（進道、天倪、楫、権、元亨、天安、枢、天沢、格、燿、天祥） |
| 巻139 | 列伝第36  | 張柔（弘彦、弘略、弘範、珪） |
| 巻140 | 列伝第37  | 張栄（邦傑、宏、宓、劉鼎、張迪、迪子福） |
| 巻141 | 列伝第38  | 董俊（文炳、士元、士選、文蔚、文用、士廉、文直、文忠、士珍、守中、守簡、士良、士恭） |
| 巻142 | 列伝第39  | 汪世顕（忠臣、徳臣、良臣、惟正） |
| 巻143 | 列伝第40  | 石珪（天禄）、王珍（文幹）、楊傑只哥、劉通（復亨、淵）、劉斌（思敬）、趙柔（晟）、耿福（継元） |
| 巻144 | 列伝第41  | 張子良（懋）、王檝、高宣（天錫、塔失不花）、邸順（浹、琮、沢）、張全（思忠）、匡才（国政）、鮮卑仲吉、焦徳裕、李邦瑞（唐慶、張羽）、王鈞 |
| 巻145 | 列伝第42  | 趙天錫（賁亨）、趙瑨（秉温、秉正）、趙迪（椿齢）、賈塔剌渾（六十八）、喬惟忠、袁湘、王兆（劉会）、趙祥、聶珪、靳和（用）、王守道、李伯佑、楊彦珍、呉信、段直（王珪）、周献臣（梁成） |
| 巻146 | 列伝第43  | 劉伯林（黒馬、元振、元礼、夾谷常哥、常哥子忙古帯）、郭宝玉（徳海、侃）、石天応（安琬） |
| 巻147 | 列伝第44  | 李守賢（彀、伯温、守正、守忠）、何実、劉亨安（世英）、薛塔剌海（四家奴）、高鬧児（元長、滅里干）、王義、奥敦世英（保和、希愷、希尹）、田雄（史千）、張抜都（忙古歹、世沢）、張栄（君佐）、孫威（孫拱） |
| 巻148 | 列伝第45  | 郝和尚抜都（天挺）、何伯祥（瑋）、王善（慶端）、梁瑛（天翔）、杜豊（思明、思忠、思敬）、王玉（忱） |
| 巻149 | 列伝第46  | 按竺邇（車里、歩魯合答、国宝、趙世延、野峻台、阿巴直）、月乃合（馬潤、馬祖常） |
| 巻150 | 列伝第47  | 綽児馬罕（希拉們）、貝住、岱爾抜図（也速台児）、脱忽察児（図格察児）、速客図、撒里、成帖木児、庫而古司、阿児渾（尼仏魯慈） |
| 巻151 | 列伝第48  | 常咬住（普蘭奚、普化）、奥屯世英（貞）、也里迭児、石抹明里、劉哈剌八都魯、許国楨（扆、韓麟） |
| 巻152 | 列伝第49  | 月里麻思、塔不已児（重喜）、怯怯里（相兀速）、孛罕（忽都）、苫徹抜都児、哈八児禿（察罕）、阿児思蘭（阿散直）、失剌抜都児、口児吉、阿老瓦丁（亦思馬因）、失里伯、拜延、合剌江、坤都岱（烏克岱）、勗実帯、只児哈郎（禿魯不花、咬住哥） |
| 巻153 | 列伝第50  | 田嗣叔（子成）、孟徳（義）、鄭義（江）、鞏彦暉（信）、劉恩、石高山、隋世昌、賀祉、楚鼎、張均、王昔剌（寧）、李天祐 |
| 巻154 | 列伝第51  | 杭忽思（阿塔赤、伯答児）、抜都児（別吉連）、帖赤（帖木児脱歓、帖木児不花）、忽都思（和尚、千奴）、葉仙鼐、帖哥朮探花愛忽赤（脱力世官）、也罕的斤、旦只児、脱歓、勃蘭奚、怯烈、月挙連赤海牙、也速䚟児、昔都児、闊里吉思、伯行、鉄連、謨克博羅 |
| 巻155 | 列伝第52  | 賽典赤贍思丁（納速拉丁、烏馬児、忽辛）、布魯海牙（廉希憲、廉希賢、廉恵山海牙）、闊闊（堅童） |
| 巻156 | 列伝第53  | 高智耀（睿、納麟）、李楨、劉容、闊闊出（脱歓）、朶児赤（仁通）、暗伯（亦憐真班） |
| 巻157 | 列伝第54  | 劉秉忠（秉恕）、張文謙、竇黙、姚枢（煒、燧） |
| 巻158 | 列伝第55  | 商挺（琥、琦）、趙良弼、楊果、宋子貞、趙璧、張雄飛 |
| 巻159 | 列伝第56  | 伯顔（相嘉失里） |
| 巻160 | 列伝第57  | 阿里海涯（貫雲石）、阿剌罕（也速迭児）、忙兀台、完者抜都 |
| 巻161 | 列伝第58  | 昂吉児、哈剌觴、忽剌出、葉諦弥実、塔里赤、沙全、謁只里、嚢加歹 |
| 巻162 | 列伝第59  | 李庭、劉国傑 |
| 巻163 | 列伝第60  | 李忽蘭吉、鄭鼎（甫、昂霄、制宜、阿児思蘭）、李進、石抹按只（不老）、鄭温（釭、銓）、石抹乞児（狗狗） |
| 巻164 | 列伝第61  | 紐璘（也速答児、嚢加台、答失八都魯、孛羅帖木児）、速哥（探馬赤、塔海帖木児） |
| 巻165 | 列伝第62  | 張興祖、寧玉、張栄実（玉）、呂徳、朱国宝、呉佑（安民）、梁禎、張泰亨（継祖、珍）、王守信、皇毅、靳忠、蔡珍（韓進）、劉用世（世恩、世英）、蘇津、王均、季庭璋 |
| 巻166 | 列伝第63  | 張禧（宏綱）、賈輔（文備）、王国昌（通）、解誠、趙匣剌、孔元、張洪、趙伯成、虎益、張万家奴（孝忠、保童）、郭昂（嘉）、綦公直（忙古台）、完顔石柱、程介福、張立 |
| 巻167 | 列伝第64  | 游顕、賈居貞（鈞）、趙炳、李徳輝（呂域）、張徳輝、馬亨、何栄祖、程思廉 |
| 巻168 | 列伝第65  | 郝経（苟宗道） |
| 巻169 | 列伝第66  | 陳祜（思謙、天祥） |
| 巻170 | 列伝第67  | 許衡（師敬）、劉因、呉澄（当） |
| 巻171 | 列伝第68  | 李冶（朱世傑）、楊恭懿、王恂、郭守敬、斉履謙 |
| 巻172 | 列伝第69  | 張庭珍（庭瑞）、張立道、梁曾、李克忠（稷） |
| 巻173 | 列伝第70  | 郭汝梅、張炳、袁裕、孟祺、王庭玉、劉好礼、李元、張礎、陳元凱、許楫、孫顕、王顕祖 |
| 巻174 | 列伝第71  | 李秉彝、覃澄、謝仲温、姜彧、高源、韓政、馮岵、胡祗遹、王綱（思聡）、曹世貴、詹士竜、高良弼、白棟、孫沢（良楨）、趙宏偉（璉、琬） |
| 巻175 | 列伝第72  | 賀仁傑（勝、太平、也先忽都）、賈昔剌（丑妮子、虎林赤、禿堅不花）、呂合剌（天麟、天祺） |
| 巻176 | 列伝第73  | 洪福源（洪茶丘、洪君祥、洪万）、王綧（阿剌帖木児、闊闊帖木児、兀愛） |
| 巻177 | 列伝第74  | 楊大淵（文安）、劉整（垓）、夏貴、呂文煥（師夔）、范文虎、管如徳、王勣翁（都中）、朱煥（霽）、陳奕（嵒）、蒲寿庚、馬成竜、周全 |
| 巻178 | 列伝第75  | 伯帖木児、玉哇失、哈答孫（塔海）、乞台（哈賛赤）、答答呵児、答失蛮、曷剌（不花）、明安、忽林失、徹里 |
| 巻179 | 列伝第76  | 土土哈（牀兀児、燕帖木児、撒敦、唐其勢） |
| 巻180 | 列伝第77  | 唆都（百家奴）、李恒（世安）、来阿八赤、樊楫（李天祜、唐琮） |
| 巻181 | 列伝第78  | 史弼、高興、亦黒迷失 |
| 巻182 | 列伝第79  | 朱清、張瑄（文虎、黄真、劉必顕）、羅璧、黄頭、咬童 |
| 巻183 | 列伝第80  | 崔斌（宋欽其）、劉宣、秦長卿、楊居寛（居簡）、楊朶児只（教化、不花）、蕭拝住 |
| 巻184 | 列伝第81  | 姚天福、崔彧 |
| 巻185 | 列伝第82  | 王磐、李昶、劉粛、王鶚、徐世隆、孟攀麟 |
| 巻186 | 列伝第83  | 張恵、石天麟、楊湜、張昉、張天佑、高觿、張九思、郝彬、王伯勝 |
| 巻187 | 列伝第84  | 尚文、李謙、王約、張升 |
| 巻188 | 列伝第85  | 王惲（遜志）、高鳴、王思廉（荊玩恒）、馬紹、閻復、王倚、高克恭、夾谷之奇、臧夢解、燕公楠、白恪、李衎、張伯淳 |
| 巻189 | 列伝第86  | 程鉅夫、袁桷 |
| 巻190 | 列伝第87  | 趙孟頫（与熛、大訥）、葉李 |
| 巻191 | 列伝第88  | 王搆（士熙、士点）、魏初、劉敏中、宋道、焦養直、楊桓、尚野、師簡、李之紹、謝端、曹鑒 |
| 巻192 | 列伝第89  | 安蔵、迦魯納答思、大乗都、唐仁祖、潔実弥爾（兀玉篤実）、脱烈海牙、燕只不花、忙兀的斤、普顔 |
| 巻193 | 列伝第90  | 趙天麟、鄭介夫 |
| 巻194 | 列伝第91  | 陸耉、李拱辰、潘沢、李廷、王道、郭郁、任仁発、苗好謙、韓沖（中） |
| 巻195 | 列伝第92  | 陳思済、梁貞、申屠緻遠、雷膺、徐毅、滕安上、蕭泰登、張完、権秉忠、王興祖、黄肯播 |
| 巻196 | 列伝第93  | 李元礼、趙璧、秦起宗、席郁、韓国昌、元善、董納、趙師魯、于欽、宋翼（楊按札爾不花）、楊煥、胡彝 |
| 巻197 | 列伝第94  | 和礼霍孫、完沢、阿魯渾薩里（岳柱）、徹里、禿忽魯 |
| 巻198 | 列伝第95  | 哈剌哈孫、不忽木（回回、巎巎） |
| 巻199 | 列伝第96  | 鉄哥、乞台普済（也克吉児）、斡羅思（博羅不花、慶童）、愛薛、曲枢（伯都、伯帖木児）、脱虎脱（三宝奴）、察罕 |
| 巻200 | 列伝第97  | 阿沙不花、亦納脱脱（鉄木児塔識、達識帖睦邇、伯撒里） |
| 巻201 | 列伝第98  | 李孟、敬儼（鉉）、郭貫、劉正、王毅、高昉 |
| 巻202 | 列伝第99  | 張孔孫、張養浩、曹伯啓、王寿、謝譲、呉元珪、暢師文、曹元用 |
| 巻203 | 列伝第100 | 王利用、劉事義、郭明徳、馬煦、韓若愚、尉遅徳誠、劉徳温、呉鼎、劉潤、陳端、卜天璋、王艮、呉恭祖、宋崇禄 |
| 巻204 | 列伝第101 | 旭邁傑、倒剌沙 |
| 巻205 | 列伝第102 | 阿礼海涯、脱因納、和尚（剌剌抜都児）、教化（者燕不花）、万家奴、闍里帖木児、兀魯思 |
| 巻206 | 列伝第103 | 元善明、鄧文原、虞集（槃）、掲傒斯（汯）、黄溍、欧陽玄 |
| 巻207 | 列伝第104 | 梁徳珪、張思明、陳顥、傅嵒起、王士宏 |
| 巻208 | 列伝第105 | 張起嵒、許有壬、宋本（褧）、王結、仇浚、王思誠 |
| 巻209 | 列伝第106 | 脱脱（合剌章） |
| 巻210 | 列伝第107 | 徹里帖木児、別児怯不花、定住、太不花（劉哈剌不花）、老的沙 |
| 巻211 | 列伝第108 | 貢奎（師泰）、王守誠、李好文、孛朮魯翀（遠）、蘇天爵、呉直方（萊）、楊瑀、逯魯曾（曾福仲、劉聞）、張翥、周伯琦、孔克堅 |
| 巻212 | 列伝第109 | 王克敬、崔敬、韓鏞、蓋苗、帰陽、徐奭 |
| 巻213 | 列伝第110 | 呂思誠（武祺）、成遵、賈魯 |
| 巻214 | 列伝第111 | 奕赫抵雅爾丁、野訥、回回、瞻思、自当（篤列図）、完者都、達里麻識里、丑的 |
| 巻215 | 列伝第112 | 月魯帖木児、卜顔帖木児、道童、達里麻、識理、也速 |
| 巻216 | 列伝第113 | 李士贍、張楨、陳祖仁 |
| 巻217 | 列伝第114 | 李黼（韓準）、泰不華、樊執敬、汪沢民、福寿（賀方）、褚褚不華、普化帖木児、劉鶚 |
| 巻218 | 列伝第115 | 董摶霄、余闕 |
| 巻219 | 列伝第116 | 星吉、石抹宜孫（邁里古思、蘇友竜）、也児吉尼、陳有定 |
| 巻220 | 列伝第117 | 察罕帖木児（擴廓帖木児、李思斉、老保、魏賽因不花、関関、関保、劉則礼） |
| 巻221 | 列伝第118 | 信苴日、楊漢英（宋阿重）、楊完者（曾華） |
| 巻222 | 列伝第119 | 李璮、王文統 |
| 巻223 | 列伝第120 | 阿合馬、盧世栄、桑哥（要束木） |
| 巻224 | 列伝第121 | 鉄木迭児、鉄失、伯顔、哈麻（雪雪） |
| 巻225 | 列伝第122 | 韓林児、張士誠 |
| 巻226 | 列伝第123 | 徐寿輝、陳友諒（理）、明玉珍（昇） |
| 巻227 | 列伝第124 | 方国珍、何真（邵宗愈、李質）、陳均義（陳舜隆、陳良玉）、欧普祥（鄧克明、熊天瑞）、王宣（信） |
| 巻228 | 列伝第125 | 帖木児 |
| 巻229 | 列伝第126 | 循吏 |
| 巻230 | 列伝第127 | 忠義一 |
| 巻231 | 列伝第128 | 忠義二 |
| 巻232 | 列伝第129 | 忠義三 |
| 巻233 | 列伝第130 | 忠義四 |
| 巻234 | 列伝第131 | 儒林一 |
| 巻235 | 列伝第132 | 儒林二 |
| 巻236 | 列伝第133 | 儒林三 |
| 巻237 | 列伝第134 | 文苑上 |
| 巻238 | 列伝第135 | 文苑下 |
| 巻239 | 列伝第136 | 篤行上 |
| 巻240 | 列伝第137 | 篤行下 |
| 巻241 | 列伝第138 | 隠逸 |
| 巻242 | 列伝第139 | 方技 |
| 巻243 | 列伝第140 | 釈老 |
| 巻244 | 列伝第141 | 列女上 |
| 巻245 | 列伝第142 | 列女中 |
| 巻246 | 列伝第143 | 列女下 |
| 巻247 | 列伝第144 | 宦者 |
| 巻248 | 列伝第145 | 雲南湖広四川等処蛮夷…雲南渓洞諸蛮、大理金歯蛮、羅羅斯、車里、烏撒烏蒙車川芒部、禄余八番順元諸蛮、田万頃、宋隆済、広西上下江諸蛮、黄聖許、岑毅、海北海南諸蛮、四川渓洞諸蛮 |
| 巻249 | 列伝第146 | 外国一…高麗 |
| 巻250 | 列伝第147 | 外国二…日本 |
| 巻251 | 列伝第148 | 外国三…安南 |
| 巻252 | 列伝第149 | 外国四…緬、暹羅、八百媳婦 |
| 巻253 | 列伝第150 | 外国五…占城、爪哇、流求、島夷諸国 |
| 巻254 | 列伝第151 | 外国六…西域上 |
| 巻255 | 列伝第152 | 外国七…西域下（角児只、羅馬、小阿昧尼亜、阿特而佩占、克児漫、海拉特、土耳基、印度） |
| 巻256 | 列伝第153 | 外国八…木剌夷、報達、西里亜 |
| 巻257 | 列伝第154 | 外国九…斡羅斯（欽察、康里、馬札児、波蘭） |